# WSK Euro Series
La WSK Euro Series es una competición europea de carreras de karting organizada por la WSK, coronando al campeón de Europa de la serie en sus respectivas categorías. Su temporada inaugural tuvo lugar en 2010. Hoy, la serie tiene campeonatos en cuatro categorías de karting: KZ2, OK, OKJ y 60 Mini. Los campeones más notables de este campeonato han sido Max Verstappen, Álex Palou, Charles Leclerc, Lando Norris, Andrea Kimi Antonelli y Arvid Lindblad.

## Campeones de KZ1
| Temporada | Campeón         | Segundo Lugar | Tercer Lugar     | Clase |
| --------- | --------------- | ------------- | ---------------- | ----- |
| 2010      | Jonathan Thonon | Bas Lammers   | Rick Dreezen     | KZ1   |
| 2011      | Rick Dreezen    | Bas Lammers   | Antonio Piccioni | KZ1   |
| 2012      | Jorrit Pex      | Rick Dreezen  | Arnaud Kozlinski | KZ1   |
| 2013      | Max Verstappen  | Ben Hanley    | Jonathan Thonon  | KZ1   |

## Campeones de KZ2
| Temporada | Campeón          | Segundo Lugar    | Tercer Lugar       | Clase |
| --------- | ---------------- | ---------------- | ------------------ | ----- |
| 2010      | Paolo De Conto   | Beitske Visser   | Rick Dreezen       | KZ2   |
| 2011      | Joel Johansson   | Mirko Torsellini | Ryan vam de Burgt  | KZ2   |
| 2012      | Simas Juodvirsis | Riccardo Negro   | Phillip Orcic      | KZ2   |
| 2013      | Riccardo Negro   | Marco Zanchetta  | Jan Midria         | KZ2   |
| 2019      | Marco Ardigò     | Simo Puhakka     | Marijn Kremers     | KZ2   |
| 2020      | Riccardo Longhi  | Giuseppe Palomba | Alessandro Irlando | KZ2   |
| 2022      | Riccardo Longhi  | Marijn Kremers   | Giuseppe Palomba   | KZ2   |

## Campeones de la clase KF2/clase KF/clase OK
| Temporada | Campeón               | Segundo Lugar         | Tercer Lugar         | Clase |
| --------- | --------------------- | --------------------- | -------------------- | ----- |
| 2010      | Ignazio D'Agosto      | Nicolaj Møller Madsen | Jacob Nørtoft        | KF2   |
| 2011      | Stefano Cucco         | Sami Luka             | Egor Orudzhev        | KF2   |
| 2012      | Charles Leclerc       | Felice Tiene          | Antonio Fuoco        | KF2   |
| 2013      | Dorian Boccolacci     | Nicklas Nielsen       | Ben Barnicoat        | KF    |
| 2019      | Lorenzo Travisanutto  | Dino Beganovic        | Dexter Patterson     | OK    |
| 2020      | Andrea Kimi Antonelli | Juho Valtanen         | Joe Turney           | OK    |
| 2021      | Arvid Lindblad        | Ugo Ugochukwu         | Tymoteusz Kucharczyk | OK    |
| 2022      | Kean Nakamura Berta   | Enzo Deligny          | Tuukka Taponen       | OK    |
| 2023      | Kirill Kutskov        | Anatoly Khavalkin     | Dmitry Matveev       | OK    |
| 2024      | Scott Lindblom        | Christian Costoya     | Oliver Kinnmark      | OK    |

## Campeones de la claseKF3/KF Junior/OK Junior
| Temporada | Campeón               | Segundo Lugar     | Tercer Lugar     | Clase |
| --------- | --------------------- | ----------------- | ---------------- | ----- |
| 2010      | Max Verstappen        | Alexander Albon   | Peter Hoevenaars | KF3   |
| 2011      | Max Verstappen        | Esteban Ocon      | Dennis Olsen     | KF3   |
| 2012      | Álex Palou            | Callum Ilott      | Alessio Lorandi  | KF3   |
| 2013      | Lando Norris          | Alessio Lorandi   | David Beckmann   | KFJ   |
| 2019      | Andrea Kimi Antonelli | Thomas ten Brinke | Nikita Bedrin    | OKJ   |
| 2020      | Alfio Andrea Spina    | Brando Badoer     | Igor Cepil       | OKJ   |
| 2021      | Harley Keeble         | Alex Powell       | Freddie Slater   | OKJ   |
| 2022      | Jan Przyrowski        | Maciej Gładysz    | Kirill Kutskov   | OKJ   |
| 2023      | Iacopo Martinese      | Taym Saleh        | Niklas Schaufler | OKJ   |
| 2024      | Jack Iliffe           | Roman Kamyab      | Filippo Sala     | OKJ   |

## Campeones de 60 Mini
| Temporada | Campeón                | Segundo Lugar       | Tercer Lugar       | Clase   |
| --------- | ---------------------- | ------------------- | ------------------ | ------- |
| 2012      | Leonardo Lorandi       | Eliseo Martinez     | Logan Sargeant     | 60 Mini |
| 2013      | Eliseo Martinez        | Kush Maini          | Konstantinos       | 60 Mini |
| 2019      | Rashid Al Dhaheri      | William Macintyre   | Douwe Dedecker     | 60 Mini |
| 2020      | René Lammers           | Kean Nakamura-Berta | Jan Przyrowski     | 60 Mini |
| 2022      | Christian Costoya      | Vladimir Ivannikov  | Emanuele Olivieri  | 60 Mini |
| 2023      | Cosma Cristofor Bogdan | William Calleja     | Devin Walz         | 60 Mini |
| 2024      | Daniel Miron Lorente   | Alessandro Truchot  | Oleksandr Legenkyi | 60 Mini |